# Nowoisietskoje
Nowoisietskoje (ros. Новоисетское) – wieś (sieło) w Rosji, w obwodzie swierdłowskim, w rejonie kamieńskim. W 2010 liczyła 1687 mieszkańców.